# Pokémon Yellow
Pokémon Yellow Version: Special Pikachu Edition (яп. ポケットモンスターピカチュウ Покэтто Монсута: Пикатю, «Покемон: Жёлтая версия — специальное издание Пикачу», в Японии «Карманные монстры: Пикачу») — японская ролевая игра на портативную игровую консоль Game Boy, разработанная студией Game Freak и изданная Nintendo. Она вышла 12 сентября 1998 года в Японии, 19 октября 1999 года в США и 7 июля 2000 года в Европе. Игра является специальным изданием Pokémon Red и Blue, максимально приближенном к аниме по мотивам игр. Кроме того, были добавлены мини-игры, которых не было в Red и Blue. В 2016 году игра была переиздана на Nintendo 3DS для сервиса Virtual Console к 20-летию франшизы.

## Геймплей

Скриншот игры во время путешествия игрока. За игроком следует Пикачу.

Геймплей Pokémon Yellow представляет собой чуть изменённый геймплей Pokémon Red и Blue.
В игре используется вид от третьего лица. Игровой процесс проходит на трёх игровых экранах: игровой мир, по которому путешествует игрок, меню, где игрок организовывает свой инвентарь, свою команду покемонов и настраивает игровой процесс, и экран, где происходят пошаговые бои.
Игрок использует своих покемонов для сражений с другими покемонами. Когда на игрока нападает дикий покемон или его вызывает на поединок другой тренер, появляется экран боя. Во время боя игрок может приказать своему покемону использовать ту или иную способность в бою, использовать на покемона предмет, сменить сражающегося покемона на другого или убежать из боя (убегать нельзя, если игрок сражается с тренером). У покемонов есть очки здоровья, когда у покемона они заканчиваются, то он не может сражаться, пока игрок его не вылечит. Победив в бою другого покемона, покемон игрока может получить очки опыта. При достижении определённого количества очков опыта покемон может подняться на новый уровень. От уровня зависит сила покемона, кроме того, при достижении того уровня покемон может выучить новые способности или эволюционировать (англ. Evolve) — преобразоваться в более совершенную форму.
Ловля покемонов — важная часть игрового процесса. Когда на игрока нападает дикий покемон, игрок может бросить в него покебол (англ. Poké Ball) — карманное устройство в форме шара для переноски покемонов любых размеров. Если дикий покемон не вырывается из покебола, то он становится покемоном игрока. Успех поимки зависит от того, насколько силён дикий покемон сам по себе, сколько у дикого покемона осталось очков здоровья и сила покебола. Конечная цель игры — завершить покедекс, электронную энциклопедию про покемонов. Если игрок ловит новый вид покемонов, то информация о нём попадает в покедекс. Эволюционировавшие (развитые) формы покемонов также считаются как отдельный вид от своих предыдущих форм, поэтому некоторые виды покемонов можно достать только с помощью эволюции. Всего в покедексе 151 вид покемонов. Заполнить весь покедекс — одна из основных целей игры. Есть функция обмена покемонами с игроками Red, Blue и Yellow. В Pokémon Yellow можно поймать не всех покемонов, и, чтобы заполнить весь покедекс, игрок должен обмениваться покемонами с обладателями Red и Blue.

### Изменения в геймплее
В отличие от Red и Blue, Yellow сделан более приближенным к аниме по мотивам игр. Игроку с самого начала даётся первый покемон — Пикачу (в Red и Blue нужно было выбрать между Чармандером, Сквиртлом и Бульбазавром). Как и в аниме, Пикачу следует за главным героем — с Пикачу можно «говорить», таким образом узнавая его отношение к игроку и настроение. В начале игры Пикачу равнодушен к игроку, и в зависимости от его действий Пикачу будет любить игрока или, наоборот, ненавидеть; если Пикачу время от времени будет подниматься на новые уровни, он будет чувствовать себя счастливым, а если он часто теряет сознание в боях, его отношение к игроку ухудшится. Возможность держать покемона вне покебола была добавлена и в более поздней игре — Pokémon HeartGold и SoulSilver, ремейке Pokémon Gold и Silver. Добавлена мини-игра, где игрок играет за Пикачу на доске для сёрфинга; цель мини-игры — пройти через волны как можно дальше. Чтобы открыть мини-игру, игрок должен научить своего Пикачу способности «сёрфинг» (англ. Surf) — сделать это можно только с помощью игры Pokémon Stadium. Появилась возможность печатать записи из Покедекса на бумагу с помощью устройства Game Boy Printer.

## Концепция

### Сеттинг
Вымышленная вселенная игры напоминает наш мир, но вместо животных в нём обитают существа, внешне похожие на обычных животных и обладающие при этом сверхъестественными способностями, — покемоны. Люди, называющиеся тренерами покемонов, ловят их и тренируют для участия в боях — бои покемонов в определённой степени напоминают спортивные состязания. В боях тренеры не участвуют, сражаются лишь покемоны соперников — тренеры лишь дают им команды, какую атаку или способность им применить. Бои проходят до момента, пока один из соперников не падает без сознания или не сдаётся — до смерти схватки не происходят никогда. Как правило, сильные и опытные тренеры покемонов пользуются уважением.
Действие игры происходит в вымышленном регионе Канто, основанном на реально существующей одноимённой провинции Японии. В Канто находятся десять городов, соединённых между собой дорогами-маршрутами (англ. Routes). Некоторые места в игре становятся доступными игроку только при достижении определённых условий. По всему Канто обитают разные виды покемонов.

### Сюжет
Сюжет представляет собой чуть изменённый сюжет Red и Blue. В начале игры игроку не дают выбора из трёх стартовых покемонов — игроку дают Пикачу, а его сопернику — Иви. Продвигаясь по сюжету, игрок может встретить таких персонажей аниме, как офицер Дженни, Джесси, Джеймса и Мяута. Пикачу, которого игроку дают в самом начале игры, нельзя отпустить или заставить эволюционировать. Как и Эш Кетчум — главный герой аниме по играм, игрок может получить всех трёх стартовых покемонов из Red и Blue. Задача игрока заключается в том, чтобы собрать как можно больше покемонов и с их помощью победить всех лидеров стадионов (англ. Gym Leaders), а затем и Элитную Четвёрку (англ. Elite Four), попутно противостоя Команде R (англ. Team Rocket) — могущественной преступной организации, отлавливающей и ворующей редких покемонов для того, чтобы стать сильнее.

## Разработка
Разработка игры началась сразу же после окончания разработки Pokémon Blue. Разработчики старались успеть доделать игру к выходу полнометражного аниме «Покемон: Мьюту против Мью». Президент Nintendo, Сатору Ивата, предположил, что продажи Yellow не будут такими большими, так как скоро выходят следующие игры, Pokémon Gold и Silver. Pokémon Yellow вышла 12 сентября 1998 года в Японии, 3 сентября 1999 года в Австралии, 19 октября 1999 года в Америке и 7 июля 2000 года в Европе. В поддержку игры вышло специальное издание Game Boy Color с изображённым на нём Пикачу. В целях продвижения игры между Volkswagen и Nintendo было подписано соглашение о выпуске одного уникального жёлтого Volkswagen New Beetle, стилизованного под Пикачу. Nintendo World Report назвал Pokémon Yellow одной из самых примечательных игр на портативных консолях в 1999 году.

## Отзывы и популярность
| Сводный рейтинг    | Сводный рейтинг |
| Агрегатор          | Оценка          |
| ------------------ | --------------- |
| GameRankings       | 85,12 %         |
| Иноязычные издания |                 |
| Издание            | Оценка          |
| EGM                | 8,5/10          |
| Game Informer      | 6,5/10          |
| GameSpot           | 8,9/10          |
| IGN                | 10/10           |
| Nintendo Power     | 4/5             |

Pokémon Yellow была тепло встречена игровой прессой, собрав 85,47 % на сайте Game Rankings, при этом став пятой лучшей игрой на Game Boy и 1,017-й лучшей игрой всех времён. Журнал Nintendo Power дал игре восемь баллов из десяти возможных, в то время как Game Informer дал игре 6,5 баллов из десяти. Electric Playground дал игре 7.5 из 10. Газета Sarasota Herald-Tribune рекомендовала Yellow как очень хорошую игру для детей. Из десяти опрошенных детей девять назвали игру «очень хорошей» или «отличной», но только пять из них рекомендовали игру к приобретению. Сайт RPGFan назвал игру «вызывающей такое большое привыкание, что у игроков нет выбора кроме как „поймать их всех“». Также он назвал игру «оскорбляющей» из-за того, что там было мало дополнений из Red и Blue. Обозреватель IGN, Крэйг Харрис, похвалил нововведения в игре, посчитав, что начинающим игрокам лучше всего брать Yellow, а не Red или Blue. Он дал игре максимальную оценку в десять из десяти баллов.
Кэмерон Дэвис, журналист GameSpot, назвал игру «передышкой» для фанатов, ожидающих выхода Gold и Silver, прокомментировав это тем, что «новых задач хватит только на то, чтобы заполнить пробел — но не больше». Брэд Кук, обозреватель Allgame, отметил, что тем, кто не играл в Red и Blue, Yellow может показаться отличной игрой, игравшим же в Red и Blue он советовал дождаться Gold и Silver. Стив Боксер, журналист The Daily Telegraph, прокомментировал, что игра имеет хорошую механику геймплея, но у неё нет возможностей развернуться. Описывая политику Nintendo как скупую, он прокомментировал, что Yellow «отмечает пункт, где серия Pokémon перестаёт быть игрой и становится маркетинговым ходом».

### Продажи
Pokémon Yellow была коммерчески успешной и хорошо продавалась. Перед релизом Nintendo рассчитала, что суммарная прибыль от продаж к началу 2000 года составит 75 миллионов долларов США. Предполагалось, что бандл Game Boy Color и Pokémon Yellow станет второй по объёму продаж игрушкой в новогодний сезон. Сотрудник Nintendo Джордж Харрисон предсказал, что будет продано более трёх миллионов экземпляров игры и что она обойдёт по количеству проданных экземпляров даже Donkey Kong 64. В Америке было сделано приблизительно 150.000 предзаказов на игру. В первую неделю релиза Pokémon Yellow стала второй продаваемой компьютерной игрой, на вторую неделю она заняла первое место. В декабре по количеству продаж игру обогнали Donkey Kong 64 и Gran Turismo 2. В ходе опроса, проведённого CNET, выяснилось, что ни у одного из опрошенных магазинов уже не было Yellow в наличии. Продажи обычного картриджа с игрой за первую неделю набрали 600.000 экземпляров, а за вторую неделю объём продаж увеличился более чем на миллион экземпляров, сделав тем самым Pokémon Yellow самой быстрораскупаемой игрой всех времён на момент релиза. Примерно в это же время вышло первое полнометражное аниме о покемонах — «Покемон: Мьюту против Мью», призванное увеличить продажи игры. Также представители Nintendo отмечали высокие продажи Game Boy Color в течение рождественского сезона 1999 года, связывая это с выходом Yellow.
Гвенн Фрисс из Cape Cod Times назвала игру одним из самых горячих товаров рождественского сезона 1999 года, сравнивая её с популярными игрушками предыдущих годов, такими как Фёрби и Tickle Me Elmo. Томас Контент из USA Today тоже сравнивал игрушки, прокомментировав, что он «был готов топтать» их. Также он добавил, что Yellow наряду с Red и Blue являются причиной того, что продажи Game Boy подскочили с 3,5 миллионов в 1998 году до 8 в 1999. Yellow была на третьем месте среди игр-бестселлеров в Северной Америке, другие места также были заняты играми серии Pokémon. Спрос на Yellow привёл к тому, что Target была вынуждена извиниться перед покупателями за то, что она не в состоянии удовлетворить «беспрецедентный спрос». Представители FuncoLand отчитались о дыре по продажам Game Boy Color и Pokémon Yellow, вызванной их дефицитом. Также Yellow осталась самой быстрораскупаемой игрой серии Pokémon в Великобритании. Только Wii Fit для Wii смог сравняться с Yellow в английском списке бестселлеров. Газета Idaho Statesman назвала Yellow «новым горячим хитом для Game Boy Color».

### Virtual Console
12 ноября 2015 года во время последнего Nintendo Direct было объявлено, что Pokémon Yellow, наряду с Red, Green (в Японии) и Blue, будет выпущен в сервисе Virtual Console для Nintendo 3DS 27 февраля 2016 года, чтобы отметить 20-летие франшизы. В дополнение к сохранению своих оригинальных графических и музыкальных форматов, все три игры будут иметь локальные функции беспроводной связи, позволяющие обмениваться и сражаться с другими игроками благодаря беспроводной сети 3DS. В игру также будет включена специальная желтая версия Nintendo 2DS в Японии. В то время как международные версии игры были цветными, японская версия была выпущена только в черно-белом формате Game Boy, поскольку она была первоначально выпущена в Японии примерно за месяц до того, как Game Boy Color был выпущен в этом регионе. Функции Game Boy Printer не будут работать с версией 3DS VC. Версия VC также будет совместима с Pokémon Bank, позволяя игрокам перенести своих захваченных существ в Pokémon Sun и Moon.

### Ремейки
30 мая 2018 года во время презентации было объявлено, что Pokémon Let's Go, Pikachu! и Let's Go, Eevee! будут выпущены для Nintendo Switch в ноябре 2018 года, причем обе игры являются ремейками Pokémon Yellow. Обе игры будут проходить в регионе Канто и включать только оригинальных 151 покемона из первого поколения. В отличие от Pokémon HeartGold и SoulSilver, где только один покемон мог следовать за главным героем, в Let's Go за главным героем смогут следовать два покемона: стартовый (Пикачу или Иви) и еще один покемон.